# Med livet som insats (1987)
Med livet som insats (engelska: The Big Town) är en amerikansk långfilm från 1987, regisserad av Ben Bolt och Harold Becker (okrediterad), med bland annat Matt Dillon, Diane Lane och Tommy Lee Jones i rollerna. Filmen handlar om en ung man, som flyttar in till storstan (Chicago) för att bli en professionell tärningsspelare. Han blir dessutom under filmens gång förälskad i två kvinnor, varav en som är gift med ägaren till en spelklubb. 
Filmen hade biopremiär i Sverige under november månad år 1988, med start på dåvarande biograf Downtown i Malmö den 4 november. Filmen hade senare premiär på biograf Rigoletto i Stockholm den 25 november, tre veckor efter Malmöpremiären.

## Rollista (i urval)
| Matt Dillon          | – J. C. Cullen     |
| Diane Lane           | – Lorry Dane       |
| Tommy Lee Jones      | – George Cole      |
| Bruce Dern           | – Mr. Edwards      |
| Lee Grant            | – Ferguson Edwards |
| Tom Skerritt         | – Phil Carpenter   |
| Suzy Amis            | – Aggie Donaldson  |
| David Marshall Grant | – Sonny Binkley    |
| Don Francks          | – Carl Hooker      |